# Cryptodira
Sous-ordre
Les Cryptodira, en français cryptodires, sont un sous-ordre des Testudines, il inclut les tortues terrestres, toutes les tortues marines, et certaines tortues d’eau douce.
On les nomme cryptodires car leur tête, lorsqu'elle se rétracte conserve son orientation initiale, contrairement aux pleurodires qui plient leur cou. Pleurodires et Cryptodires se différencient également par la relation entre leur bassin et leur carapace. Le fonctionnement des mâchoires différencie également les deux sous-ordres.
Les cryptodires ont évolué principalement vers la fin du Jurassique, et ont presque totalement remplacé les Pleurodires dans les lacs et les fleuves, tout en commençant à développer des espèces sur terre.

## Liste des familles
- Super-famille Testudinoidea
  - † Haichemydidae
  - † Lindholmemydidae
  - † Sinochelyidae
  - Emydidae Rafinesque, 1815
  - Geoemydidae Theobald, 1868
  - Platysternidae Gray, 1869
  - Testudinidae Batsch, 1788
- Super-famille Trionychia
  - † Adocidae
  - Carettochelyidae Boulenger, 1887
  - Trionychidae Gray, 1825
- Super-famille  Kinosternoidea
  - Dermatemydidae Gray, 1870
  - Kinosternidae Agassiz, 1857
- Super-famille Chelonioidea
  - † Protostegidae
  - † Thalassemyidae
  - † Toxochelyidae
  - Cheloniidae Oppel, 1811
  - Dermochelyidae Fitzinger, 1843
- Super-famille indéterminée
  - † Meiolaniidae
  - Chelydridae Gray, 1831

## Phylogénie
La classification présentée ici est celle de Meylan & Ganko, 1988 [de Meylan & Ganko, 1997, Meylan, 2001] et Parham & Hutchison, 2003, et Parham, 2005
```
--o 
Casichelydia

  |--o 
Pleurodira

  `--o 
Cryptodira
 Dumeril & Bibron, 1835
     |--o †
Kayentachelyidae
 Gaffney, Hutchison, Jenkins & Meeker, 1987
[
3
]

     |--o †
Indochelyidae
 Datta, Manna, Ghosh & Das, 2000
     `--o 
Selmacryptodira
 Gaffney, Hutchinson, Jenkins & Meeker, 1987
        |--o †
Paracryptodira

        |  |--o †
Pleurosternidae

        |  `--o †
Baenidae

        `--o Eucryptodira Gaffney
           |--o
           |  |--o †
Eurysternidae
 
Dollo
, 1886
           |  `--o †
Plesiochelyidae
 Rütimeyer, 1873
           `--o
              |--o †
Xinjiangchelyidae
 Nesov, 1990
              `--o Centrocryptodira
                 |--o †
Meiolaniidae

                 `--o
                    |--o
                    `--o  Polycryptodira Parham & Hutchison, 2003
                       |--o 
Chelydridae

                       `--o Procoelocryptodira
                          |--o 
Chelonioidea
 Bauer, 1893
                          |  |--o 
Cheloniidae

                          |  `--o 
Dermochelyoidea
 dont la 
tortue luth

                          `--o Chelomacryptodira, c'est-à-dire les autres tortues 
cryptodires

                             |--o 
Testudinoidea

                             `--o 
Trionychoidea
```

## Publication originale
- Cope , 1868 : On the origin of genera. Proceedings of the Academy of Natural Sciences of Philadelphia, vol. 20, p. 242–300 (texte intégral).